# Amphoe Chat Trakan
Amphoe Chat Trakan (thailändisch อำเภอชาติตระการ) ist ein Landkreis (Amphoe – Verwaltungs-Distrikt) im Norden der Provinz Phitsanulok. Die Provinz Phitsanulok liegt in der Nordregion von Thailand.

## Geographie
Amphoe Chat Trakan liegt im äußersten Norden der Provinz Phitsanulok und besitzt als einziger Landkreis der Provinz eine Grenze zu Laos. Chat Trakan liegt im Becken des Mae Nam Nan (Nan-Fluss), das ein Teil der Wasserscheide des Mae Nam Chao Phraya ist. Durch den Landkreis fließt der Mae Nam Khwae Noi (Kleiner Khwae-Fluss) sowie die kleineren Gewässer Kap (Thai ลำน้ำคับ), Phai (ลำน้ำภาค) und Kleung (ลำน้ำคลึง).
Benachbarte Amphoe sind vom Südosten aus im Uhrzeigersinn aus gesehen: Amphoe Na Haeo in der Provinz Loei, die Amphoe Nakhon Thai, Wang Thong und Wat Bot der Provinz Phitsanulok sowie die Amphoe Thong Saen Khan und Nam Pat der Provinz Uttaradit. Im äußersten Nordosten des Kreises liegt die Grenze zur laotischen Provinz Sayaburi.

## Geschichte
Chat Trakan war ursprünglich ebenso wie Nakhon Thai eine Stadt (Müang), sie war allerdings Teil des Distrikts Nakhon Thai.
Chat Trakan wurde am 1. Mai 1969 zunächst als Kleinbezirk (King Amphoe) mit den beiden Tambon Chat Trakan und Pa Daeng eingerichtet.
Am 1. April 1974 wurde Chat Trakan zu einem Amphoe aufgewertet.
Amphoe Chat Trakan war von November 1987 bis Februar 1988 Schauplatz eines Grenzkonflikts zwischen Thailand und Laos. Dabei wurde vor allem um das Dorf Ban Rom Klao gekämpft, das aus laotischer Sicht zum Distrikt Boten (Provinz Sainyabuli), aus thailändischer hingegen zu Amphoe Chat Trakan gehört. Mehr als 500 Soldaten, vor allem Laoten, starben dabei.

## Sehenswürdigkeiten
In Chat Trakan befinden sich über 40 aktive buddhistische Tempelanlagen (Wat).
Hier befindet sich auch der Nationalpark Namtok Chat Trakan (Thai: อุทยานแห่งชาติน้ำตกชาติตระการ). Der 543 km² große Park wurde am 2. November 1987 als 55. Nationalpark Thailands eröffnet.

## Verwaltung

### Provinzverwaltung
Amphoe Chat Trakan besteht aus sechs Unterbezirken (Tambon), die weiter in 72 Dörfer (Muban) gegliedert sind.
| Nr. | Name        | Thai      | Muban | Einw. |
| --- | ----------- | --------- | ----- | ----- |
| 1.  | Pa Daeng    | ป่าแดง     | 12    | 8.270 |
| 2.  | Chat Trakan | ชาติตระการ | 09    | 4.707 |
| 3.  | Suan Miang  | สวนเมี่ยง   | 10    | 5.761 |
| 4.  | Ban Dong    | บ้านดง     | 10    | 8.194 |
| 5.  | Bo Phak     | บ่อภาค     | 16    | 8.377 |
| 6.  | Tha Sakae   | ท่าสะแก    | 15    | 5.123 |

### Lokalverwaltung
Pa Daeng (เทศบาลตำบลป่าแดง) ist der Name einer Kleinstadt (Thesaban Tambon) im Bezirk. Sie besteht aus Teilen der Tambon Pa Daeng und Tha Sakae.
Außerdem gibt es sechs „Tambon Administrative Organizations“ (TAO, องค์การบริหารส่วนตำบล – Verwaltungs-Organisationen) für die Tambon im Landkreis, die zu keiner Stadt gehören.